# Энцерсдорф-ан-дер-Фиша
Энцерсдорф-ан-дер-Фиша (нем. Enzersdorf an der Fischa) — ярмарочная коммуна (нем. Marktgemeinde) в Австрии, в федеральной земле Нижняя Австрия. 
Входит в состав округа Брук-на-Лайте.  Население составляет 2858 человек (на 31 декабря 2005 года). Занимает площадь 31,42 км². Официальный код  —  3 07 06.

## Политическая ситуация
Бургомистр коммуны — Лео Хойбер (СДПА) по результатам выборов 2005 года.
Совет представителей коммуны (нем. Gemeinderat) состоит из 21 места.
- СДПА занимает 12 мест.
- АНП занимает 5 мест.
- Партия PRO M занимает 4 места.